# 山东基督教新教

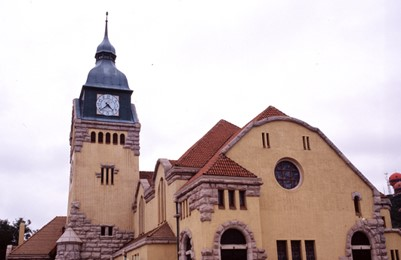
江苏路基督教堂(原国际礼拜堂)

## 历史
1860年前后，美南浸信会、美北长老会、英国浸礼会传教士抵达登州（蓬莱）和烟台。之后有多个教派陆续进入山东，其中影响较大的有：

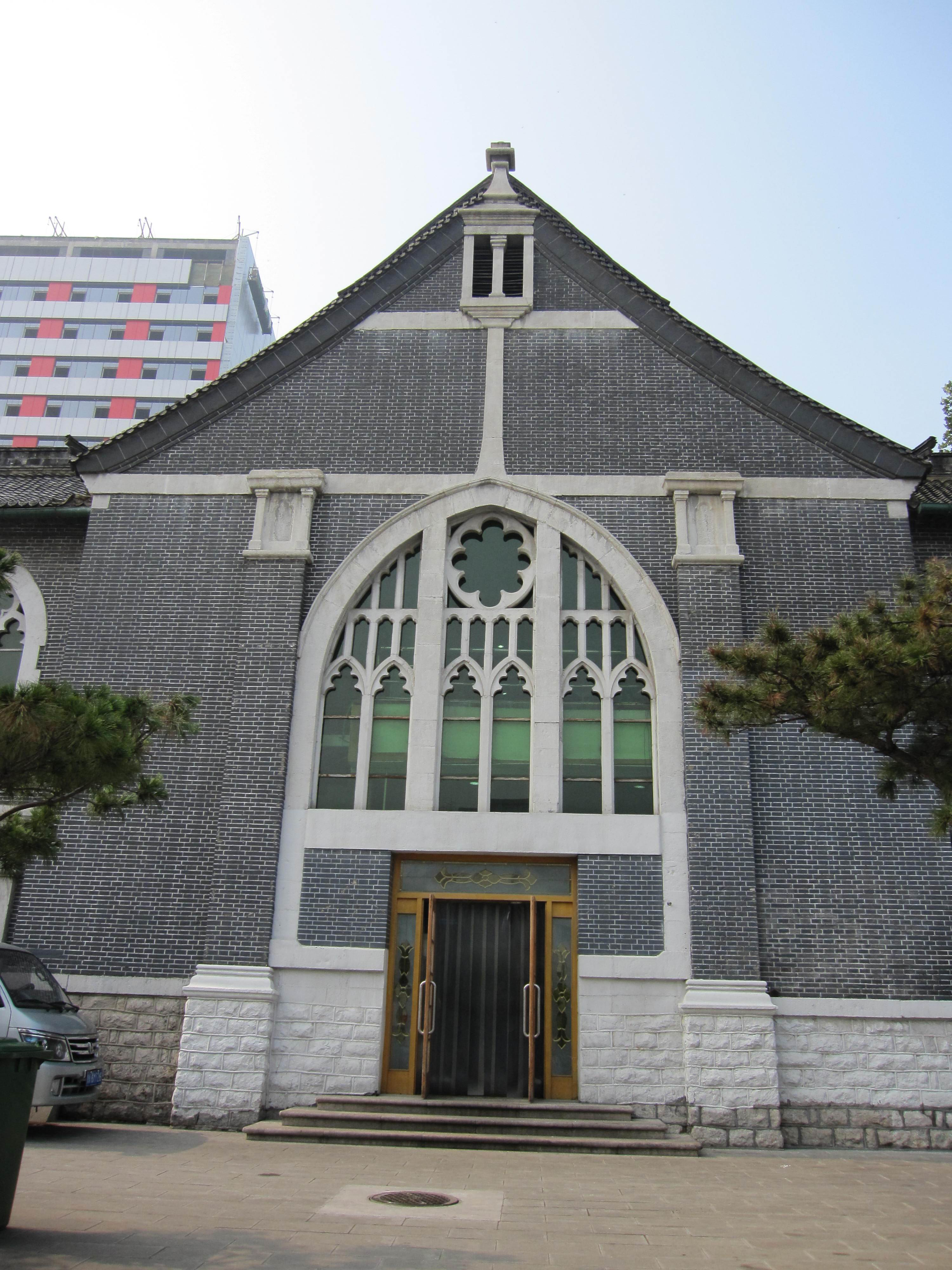
济南南关教堂旧址，今为齐鲁医院食堂

1. 美南浸信会：传教站：登州（南街圣会堂）、黄县（小栾家疃教堂，1925年以后成为华北浸信会中心，怀麟医院）、平度（怀阿医院）、青岛（济宁路浸信会）、莱州（梅铁男医院、爱怜女医院）、烟台（大马路浸信会教堂[1]）、莱阳（1912）、泰安、济宁（黄家街教堂）、济南（南上山街教堂、后宰门教堂）。
2. 美北长老会：该会传教范围包括几乎全省。1861年进入登州，次年进入烟台（创建毓璜顶长老会礼拜堂、益文商专、毓璜顶医院）。1874年进入省会济南（东关教堂），1883年在潍县建立起重要的传教中心（乐道院教堂、教会医院），1890年以后主要向山东南部扩展，先后进入沂州（教会医院）、济宁(牌坊街礼拜堂、德门医院）、峄县（瑞门德男女医院）、滕县(北关教堂、华北医院、华北弘道院)。
3. 英国浸礼会：1860年进入山东，先以烟台为基地，无所收获，于是李提摩太在1875年撤出，以青州为传教中心，发展了益都（青州广德医院）、邹平、周村（包括周村东门里大礼拜堂、复育医院、遵道女中和光被中学）、北镇四个教区和济南特区（以济南南关教堂、广智院为传教中心）。
4. 英国圣道公会：1866年进入乐陵县朱家寨
5. 美以美会：泰安
6. 公理会：恩县庞庄、临清、德州
7. 英国圣公会：1878年进入泰安，此后扩展到平阴、威海卫、兖州、东昌和济南（齐鲁大学圣保罗堂）[2]。
8. 中国内地会：1879年，该会在烟台建立疗养所及传教士子弟学校
9. 普利茅斯弟兄会：1880年传入，威海、烟台
10. 信义会：青岛圣保罗堂、东镇路德堂

20世纪上半叶，又出现不少华人创立的独立团体：
1. 地方教会（基督徒聚会处）：1932年，烟台地方教会成立，数年后青岛地方教会兴起并建立龙山路4号聚会所
2. 自立会：济南经四路自立会礼拜堂、烟台
3. 耶稣家庭：泰安马庄

20世纪初，十余个差会联合创办了齐鲁大学，校内设康穆礼拜堂（联合礼拜堂）和圣保罗堂（圣公会）。